# آفریقا ۱۱۹۳
سیارک ۱۱۹۳ (به انگلیسی: 1193 Africa، نامگذاری:1931HB) هزار و صد و نود و سومین سیارک کشف شده‌است که در ۲۴ آوریل ۱۹۳۱ کشف شد.
قدر مطلق سیارک برابر ۱۲٫۲۰ است.